# National Bank Open 2023
Die National Bank Open 2023 waren ein Tennisturnier der WTA Tour 2023 für Damen in Montreal sowie ein Tennisturnier der ATP Tour 2023 für Herren in Toronto, das vom 7. bis 13. August 2023 stattfand, und Teil der US Open Series 2023 war.

## Herren
→ Hauptartikel: National Bank Open 2023/Herren
→ Qualifikation: National Bank Open 2023/Herren/Qualifikation

## Damen
→ Hauptartikel: National Bank Open 2023/Damen
→ Qualifikation: National Bank Open 2023/Damen/Qualifikation